# Мастикс
Мастиксът (на латински: mastix, от гръцки μαστίχα (mastichḗ – смола) е благоуханна смола от дървото Pistacia lentiscus, което вирее в средиземноморските страни, употребявана за лакове, мастила, в медицината и др. Главен производител е остров Хиос.

## Търговия
В ЕС за производството на мастикс на о. Хиос е даден „Защитен знак за произход“. Производството на смолата се контролира от кооператив от средновековни села, известни като „Мастикокория“ (Μαστιχοχώρια), разположени в южната част на Хиос. В самото Пирги има и малък музей на мастикса. Мастикс се добива също и на полуостров Чешме, на турското егейско крайбрежие, разположено срещу о. Хиос.
Събирането на мастикс продължава от юли до началото на октомври. Отначало площта около дървото се почиства и се напръсква с инертното вещество калциев карбонат. След това в кората на дървото се правят нарези: 5 – 10 на всяко дърво, на всеки 4 – 5 дена. Смолата изтича през нарезите, падайки на земята, където се втвърдява. Тогава парчетата изсъхнал мастикс се събират за почистване и продажба. Освен мастикс се добива и мастиково масло.

### Имитации и заместители
Рядкостта и трудното добиване на мастикса го правят скъп. В резултат на това на пазара се появяват имитации на мастикс, продавани под същото име и произведени от босвелия или гума арабика. Други дървета като Pistacia palaestina също могат да произвеждат смола подобна на мастикса. Други вещества, използвани като заместители, са например смолата от борово дърво и смолата от бадемово дърво.

## Използване в медицината
Мастиксът се е използвал като лекарство от древни времена и все още се използва в традиционната народна медицина в Средния Изток. В древна Гърция се е използвал като противоотрова при ухапване от змии, а в Индия и Персия е бил използван за запълване на кухини в зъбите. Древногръцкият лекар от I век Педаний Диоскорид описва лечителните свойства на мастикса в книгата си De Materia Medica. Хипократ пише, че мастиксът помага за предпазването от проблеми с храносмилането и настинки, а Гален споменава, че мастиксът помагал при бронхити и подобрявал състоянието на кръвта. Във всекидневието мастиксът е бил високо ценен в султански хареми като освежител на дъха и избелител на зъбите.
Мастиксът съдържа антиоксиданти, а също притежава антибактериални и антигъбични свойства. Изследване на Нотингамския университет, публикувано в New England Journal of Medicine, твърди, че мастиксът може да лекува язви, унищожавайки бактерията Helicobacter pylori. Други изследвания показали, че мастиксът има относително слаба възможност да премахне H. pylori, но също споменават, че преработката на мастикса чрез премахване на полимера poly-β-myrcene може да усили и подобри влиянието на активните компоненти, в частност изомастикодиеноловата киселина. Мастиксът може да има влияние при предпазването от възпаление на зъбите, и гингивити, тъй като дъвченето му намалява нивото на бактериите в устата.

## Използване като храна
Една от най-ранните употреби на мастикса била като дъвка, оттук и името му. В Ливан се продава дъвка с вкус на мастикс. Мастиксът се използва в сладоледи, сосове и подправки в Ливан. В Египет мастиксът се използва при приготвянето на зеленчукови конфитюри, както и при сладка със смолиста консистенция, в ястия и супи. В Мароко мастиксът се използва при приготвянето на пушени храни.
В Турция мастиксът е широко използван в десерти като локум, дондурма, пудинги като сутляш, tavuk göğsü, mamelika, безалкохолни напитки, също и при приготвянето на турско кафе по егейското крайбрежие.
В страните от Магреб мастиксът се използва главно в сладкиши, бонбони, пасти и като стабилизатор в целувките и нугата.
В Гърция мастиксът се използва за направата на мастикови ликьори и мастика, сладко, известно като „ванилия“, напитки, дъвки, сладкиши, пасти, бонбони, десерти, хлябове и при производството на сирене. В десерти, като съставка на конфитюри или сладкиши, мастиксът се използва като заместител на нишестето и желатина. Може да се използва и като стабилизатор в сладоледа.

## Друга употреба
Мастиксът се използва като съставка при производството на някои лакове. Мастиксов лак е бил използван за предпазване и съхранение на фотографски негативи. Мастиксът се използва също при производство на парфюми, в козметичната индустрия и при производството на сапуни, лосиони за тяло. В Древен Египет мастиксът е бил употребяван при балсамирането. Мастикс в твърд вид може да бъде използван като тамян за кадене.

## В историята
По време на отоманското иго в Хиос, мастиксът бил ценен колкото златото. Наказанието за кражба на мастикс било екзекуция по заповед на султана. В „Хиоското клане“ през 1822 година хората от „мастиковите села“ или региона на Мастикокория били пощадени, за да служат на султана, осигурявайки за него и харема му мастикс. Турското име на о. Хиос, Sakız Adası, означава „остров на смолата“.

## В религията
Някои учени определят бакха (בכא), споменат в Библията, като мастиково дърво. Думата „бакха“, изглежда, произхожда от иврит и означава „плачещ“, като се отнася за „сълзите“ от смола, изпускани от мастиковото растение.
В древни еврейски халаха източници, е споменато, че дъвченето на мастикс лекувало лошия дъх. „Мастикс не се дъвче на Шабат. Кога (позволено ли е въпреки това да се дъвче мастикс)? Когато целта е лечение. Ако е срещу лоша миризма, е допустимо.“ Shabbat (Talmud) Chapter 13, Mishnah 7
Мастиксът е основна съставка на църковното миро, свещеното масло за помазване в православните църкви.